# Massimiliano Allegri
Massimiliano "Max" Allegri, född 11 augusti 1967 i Livorno, är en italiensk fotbollstränare och före detta professionell fotbollsspelare. Det är först som tränare som han under de senaste åren har uppnått riktigt stora framgångar. Med AC Milan vann han den italienska fotbollsligan Serie A 2011, vilket var klubbens första ligatitel på 7 år. 2015 vann han Serie A med Juventus. Han har dessutom fått utmärkelsen som Serie A:s bästa tränare två år i rad, 2009 och 2010, då som tränare för Cagliari. Den 28 maj 2021 återvände han till Juventus.

## Meriter
AC Milan:
- Serie A: 2010/2011
- Italienska supercupen: 2011

Juventus:
- Seria A: 2014/2015 2015–16, 2016–17, 2017–18, 2018–19
- Italienska cupen:2014–15, 2015–16, 2016–17, 2017–18
- Italienska supercupen: 2015, 2018

- Bästa tränare i Serie A: 2008/2009, 2009/2010, 2010/2011